# Bryobiella desertorum
Bryobiella desertorum är en spindeldjursart som beskrevs av James P. Tuttle och Baker 1968. Bryobiella desertorum ingår i släktet Bryobiella och familjen Tetranychidae. Inga underarter finns listade.